# جی هوگولی
جی هوگولی (به انگلیسی: Jay Huguley) (زاده ۲۶ ژوئیهٔ ۱۹۶۶) بازیگر آمریکایی است.
از فیلم‌های معروف او می‌توان به بازی در سواری، گلوریا اشاره کرد.